# 死婴笑话
死婴笑话是一类黑色幽默笑話。该类笑话以謎語形式出现，並且以疑问句开头，以荒谬怪诞的笑点句答语收尾。

## 历史
民俗学家艾伦·邓德斯表示，死婴笑话有可能最早出现在1960年代初期。艾伦·邓德斯猜測，死婴笑话起源于1960年代的美国第二波女權主義運動，该运动拒绝接受數百年來女性的传统角色，而且还支持合法堕胎以及避孕。美国民众通過越南战争的影像资料也看到了露骨的暴力行为，且经常涉及婴儿，这也是死婴笑话兴起的原因之一